# Пески-Харьковские
Пески-Харьковские — посёлок в Острогожском районе Воронежской области.
Входит в состав Криниченского сельского поселения.
В посёлке имеются четыре улицы — Бархатная, Мира, Победы и Подгорная.
| 2000 | 2005 | 2010 |
| ---- | ---- | ---- |
| 74   | ↗81  | ↗92  |

## История
После установления в Острогожском уезде советской власти, крестьяне заселяли ранее необжитые места, создавая кооперативные товарищества по совместной обработке земли. Тогда на месте хуторка появились первые домики, в которых поселились выходцы из пригородного села Пески и с улицы Харьковской села Новая Сотня. Так образовался новый хутор Пески Харьковские.